# Рамонская узкоколейная железная дорога
Рамонская узкоколейная железная дорога — бывшая железная дорога ширины 750 мм, предназначавшаяся для доставки грузов и готовой продукции к Рамонскому сахарному заводу и действовавшая с 1916 по 2005 год.

## История
В 1916 году в Рамони была построена и открыта узкоколейная железная дорога, предназначенная для перевозки грузов к местному сахарному заводу. Первоначально обслуживалась вагонами на конной тяге. Впоследствии вагоны были переведены на паровозную тягу.

В 1930-х годах УЖД была электрифицирована, а из Зиновьевска были переданы несколько пассажирских трамвайных вагонов, которые были реконструированы в грузовые.
- Уже в первом году трамвай, устройство которого обошлось в 180 тысяч рублей, перевез 447 тысяч тонн груза. Размер экономии от трамвайных перевозок станет ясен, если указать, что транспортировка одной тонны от ст. Рамонь до завода вагонетками обходилась до 6-7 рублей, а трамваем — не дороже 3 р. 50 к. Сейчас трамвайная линия выросла. Ее общее протяжение — около 5 300 метров. Имеется девять моторных и семь прицепных вагонов. 
Узкоколейная железная дорога использовалась помимо вывоза грузов для сахарного завода также для вывоза торфа с Берёзовского торфомассива, расположенного приблизительно в 8 километрах к северо-востоку от Рамони. В первые послевоенные годы торф был основным топливом на сахарном заводе.
Движение электрических вагонов по УЖД было прекращено в 1941 году, когда в связи с началом Великой Отечественной войны оборудование с сахарного завода было эвакуировано в Куйбышев.
После освобождения Воронежа сахарный завод и УЖД возобновили работу. В 1950-х годах линия восстановлена, однако стала обслуживаться паровозами.
По состоянию на начало 1950-х годов, развёрнутая протяжённость путей узкой колеи достигала 6 километров (без учёта торфовозной линии). С учётом торфовозной линии протяжённость составляла не менее 15 километров.
Среди подвижного состава насчитывалось не менее 7 паровозов моделей Гр, ПТ4, ВП4 и Кч4, а также полувагоны, платформы, крытые вагоны, цистерны (платформы с закреплённым котлом). В стандартном грузовом поезде обычно было по 7-10 вагонов, нередко его вели два паровоза — в голове и в хвосте.
В сезон (с начала сентября до конца зимы, иногда — до конца апреля), когда завод работал круглосуточно, без выходных дней, по узкой колее перевозились грузы, традиционные для предприятий сахарной промышленности — свёкла, известь, уголь, патока, готовая продукция.
В 1960-е годы дорога обслуживалась мотовозом ДМ54, затем — тепловозами ТУ4. К 1976 году паровая тяга была окончательно ликвидирована.
В 1990-е годы от железнодорожной станции Рамонь на завод доставлялась свёкла, поступавшая по широкой колее из Колодезянского свеклопункта (станция Колодезная, Каширский район Воронежской области).
В 2003 году узкоколейная железная дорога действовала с сентября до конца декабря. Производились перевозки готовой продукции — сахар, патоку, изредка свёклу. Но массовой перевозки свёклы, со слов работников завода, уже не было, с развитой автомобилизацией свёкла доставлялась автомобилями.
Вне сезона (во все остальные месяцы) узкоколейная железная дорога не действовала. Было возможно лишь редкое, техническое движение.
В 2005 году Рамонский сахарный комбинат прекратил работу, вместе с железной дорогой. В 2006 году часть подвижного состава была продана и вывезена из Рамони, либо утилизирована.
К апрелю 2009 году УЖД была полностью демонтирована. В настоящее время единственным напоминанием об УЖД являются несколько сохранившихся шпал вдоль улицы Пристанционной